# Urdaneta (Trujillo)
Pour les articles homonymes, voir Urdaneta.
Urdaneta est l'une des vingt municipalités de l'État de Trujillo au Venezuela. Son chef-lieu est La Quebrada. En 2011, la population s'élève à 33 620 habitants.

## Géographie

### Subdivisions
La municipalité est divisée en six paroisses civiles avec, chacune à sa tête, une capitale (entre parenthèses) :
- Cabimbú (Cabimbú) ;
- Jajó (Jajó) ;
- La Mesa (La Mesa de Esnujaque) ;
- La Quebrada (La Quebrada) ;
- Santiago (Santiago) ;
- Tuñame (Tuñame).